# ألكسندر إس. ليلي
ألكسندر إس. ليلي (بالإنجليزية: Alexander S. Lilley)‏ هو مدير فني أمريكي، ولد في 7 ديسمبر 1867 في كولومبوس في الولايات المتحدة، وتوفي في 8 ديسمبر 1925 في سان فرانسيسكو في الولايات المتحدة.